# Robert Folger Thorne
Pour les articles homonymes, voir Folger et Thorne.
Robert Folger Thorne, né le 13 juillet 1920 dans le New Jersey et mort le 24 mars 2015 est un botaniste américain.

## Biographie
Il est pilote de bombardier B-24 durant la Deuxième Guerre mondiale. Son appareil est abattu durant une mission visant l'Autriche, protégé par des résistants croates, il peut regagner l'Italie et les troupes américaines. Il quitte l’armée pour devenir linguiste, il obtient son Master of Sciences en 1942 et son doctorat en 1949 à l’université Cornell. Il passe alors treize ans à l’université d'État de l'Iowa
En 1950, il succède à William Arthur Anderson (1900-1949) comme conservateur de l'herbier Ada Hayden de l'université de l'Iowa. En 1952, Thorne estime la taille de l'herbier à 143 000 spécimens. En 1962, lorsqu’il quitte l'université de l'Iowa et l’herbier, on estime qu'il l'a enrichi de 27 000 nouveaux spécimens. Il prend alors la direction du jardin botanique de Rancho Santa Ana où il succède à Peter Hamilton Raven (1936-). Il reçoit la réputée collection de cactées de Lyman David Benson (1909-1993) après que celui-ci a pris sa retraite.
Il est l'auteur de la classification de Thorne, une des grandes classifications classiques des plantes à fleurs (Angiospermes) en 1992 puis en 2000.

## Liste partielle des publications
- Avec Earl W. Lathrop (1924-), Flora of the Santa Ana Mountains et the Flora of the Santa Rosa Plateau.
- Avec James Henrickson (1940-) et Barry A. Prigge (1947-), Flora of the Higher Ranges of the Eastern Mojave.
- Flora of Santa Catalina Island.

## Source
- (en) Biographie sur le site California Plant Names: Latin and Greek Meanings and Derivations A Dictionary of Botanical Etymology

Thorne est l’abréviation botanique standard de Robert Folger Thorne.
Consulter la liste des abréviations d'auteur en botanique ou la liste des plantes assignées à cet auteur par l'IPNI, la liste des champignons assignés par MycoBank, la liste des algues assignées par l'AlgaeBase et la liste des fossiles assignés à cet auteur par l'IFPNI.